# Timmia demissa
Timmia demissa là một loài rêu trong họ Timmiaceae. Loài này được (Hook.) C. Sm. mô tả khoa học đầu tiên năm 1824.